# Krytonosek myszaty
Krytonosek myszaty (Scytalopus pachecoi) – gatunek małego ptaka z rodziny krytonosowatych (Rhinocryptidae). Występuje w południowej Brazylii (w stanach Rio Grande do Sul i Santa Catarina) i w skrajnie północno-wschodniej Argentynie (w prowincji Misiones). Nie jest zagrożony wyginięciem.
Taksonomia
Początkowo sądzono, że ptaki te to krytonoski śniade (Scytalopus speluncae), jednak w 2005 roku opisano je jako nowy gatunek, na podstawie różnicy w upierzeniu i wydawanych odgłosach. Holotyp, dorosły samiec, został odłowiony 8 stycznia 2003 roku w Cerro das Almas w gminie Capão do Leão (stan Rio Grande do Sul). Kilkanaście paratypów (osobniki obu płci i w różnym wieku) pozyskano w różnych miejscach w latach 2001–2002. Nie wyróżnia się podgatunków.
Morfologia
Mierzy ok. 12 cm i waży ok. 15 gramów. Górne partie są głównie ciemnoszare, spód ciała bladoszary. Bok ciemnożółty, z ciemnymi paskami.
Głos
Wydaje długie serie tonów z częstotliwością 2–3 na sekundę (w odróżnieniu od krytonoska śniadego, którego częstotliwość tych odgłosów to 5 tonów na sekundę). Wydaje także charakterystyczne, jednosylabowe (monosylabowe) odgłosy komunikacyjne oraz głośne odgłosy alarmujące.
Biotop
Jego naturalnym środowiskiem są lasy i skraje lasów, gdzie często spotykany jest w pobliżu strumieni oraz w formacjach podszytu, takich jak zarośla bambusowe.
Status
IUCN od 2007 roku uznaje krytonoska myszatego za gatunek najmniejszej troski (LC, Least Concern). Liczebność populacji nie została oszacowana, ale jej trend oceniany jest jako spadkowy ze względu na utratę siedlisk.